# Ripper Roo
Ripper Roo es un personaje de la saga Crash Bandicoot, apareció por primera vez en la primera entrega de Crash Bandicoot.
Es un canguro atontado y loco creado por Neo Cortex, todo le da risa. Es un personaje muy querido por los fanes, quienes aseguran que oír la risa de Roo es más que suficiente para lanzar una larga carcajada.

## Descripción
Ripper Roo era un experimento y canguro de Neo Cortex,pero después de que sufriera las consecuencias del Evolv-o-Ray quedó completamente loco, que hasta el propio Tiny Tiger le tiene miedo, por eso lleva una camisa de fuerza.
Se supone que fue desechado por Cortex a causa de su locura en una de las islas Wumpa, donde reside en un templo acuático en medio de una cascada, y se encontró con Crash, pero fue derrotado por él. Volvió a aparecer en Crash Bandicoot 2 otra vez como jefe y aliado de N. Brio para detener a Crash en su recolección de cristales para Cortex. Y aparece en Crash Team Racing como personaje oculto, se le conoce por emitir una risa aguda y usar como armas explosivos de TNT y NITRO, que son creación suya.
En el epílogo de Crash Bandicoot 1 se dice que estudió durante ocho años psicología al punto de convertir su hogar en una biblioteca como se ve en Crash bandicoot 2. De ahí nace su alter ego, el Doctor Roo el cual viste de sombrero, lentes y un bastón y es muy inteligente, pero cuando escucha una explosión se vuelve loco y psicópata. Esto es un error argumental, ya que en Crash Bandicoot 2 solo pasó 1 año no 8 años. 
Es uno de los personajes más carismáticos del juego.

## Apariciones

### Crash Bandicoot
Su primera aparición en la serie, Ripper Roo fue desechado por Cortex, por ser un experimento fallido y comienza a vivir en una cascada, es el segundo jefe del juego, trata de aplastar a Crash saltando sobre el pero, crash lo derrota con las cajas Bit TNT que caen en su cascada.

### Crash Bandicoot 2
En este juego es aliado de Nitrus brio, intentara detener a crash para que no siga recogiendo cristales,aquí se lo presenta con su arte-ego el Dr Roo,como se explicó en el final alternativo del primer juego,sin embargo aquí hay un Error:en este juego solo paso 1 año,Y en el final alternativo del primer juego, dice que fueron 8 años.Ripper Roo usara Cajas TNT y Cajas Nitros, para derrotar a crash,(pero en realidad es el quien cae en la trampa),es fácil de vencer.

### Crash Team Racing
Es el primer jefe, otra vez. Tiene el poder de tirar cajas de TNT infinitas.
Para jugar con este personaje debes ganar la Copa Gema Roja. Originalmente Ripper Roo iba a hablar pero su voz fue eliminada. En la versión japonesa Ripper Roo sí habla.

### Crash Bash
Es un enemigo de fase en el escenario "El Pogo Loco". Aquí tira misiles, TNT y NITRO.

### Crash Twinsanity
Aparece como cameo en "la fiesta sorpresa de Crash" (en la batalla contra Mecha-Bandicoot).

## Crash nitro kart 2
En este juego aparece como personaje jugable. 

## Crash nitro kart 3d
Aparece en este juego como personaje oculto y su aspecto cambia a la de un canguro boxeador.

## Curiosidades
- Su risa en los primeros juegos es reutilizada de la película de Disney, La dama y el vagabundo.